# Éxitos (álbum de Ricardo Montaner)
Éxitos es un álbum no oficial recopilatorio grabado en Venezuela para el sello Mucer Internacional propiedad de la empresa discográfica "Discomoda". El repertorio consistió en canciones de César "Banana" Pueyrredón (Ella Está Con Lágrimas En Los Ojos), Pablo Abraira (O Tú O Nada), Los Calis (Ámame), y María Grever (Júrame). El resto de los temas fueron composiciones escritas por Ricardo Montaner como Canta Viejo, Canta, que fue el primer tema que compuso en su carrera.

## Lista de temas
1. Amar Es Mi Razón
2. O Tú O Nada
3. Más, Quiero Más
4. Ámame
5. Canta Viejo, Canta
6. Dile
7. En Esta Oportunidad
8. Bella Adentro
9. Mi Cielo Y Mi Alma
10. Júrame
11. Ella Está Con Lágrimas En Los Ojos
12. Murallas

- Datos: Q6174384